# Summer Phoenix
Summer Joy Phoenix, född 10 december 1978, är en amerikansk skådespelerska, modell och designer. Hon är även känd för att ha startat en rörelse inom hiphop som kallas för yur.